# Nørresundby

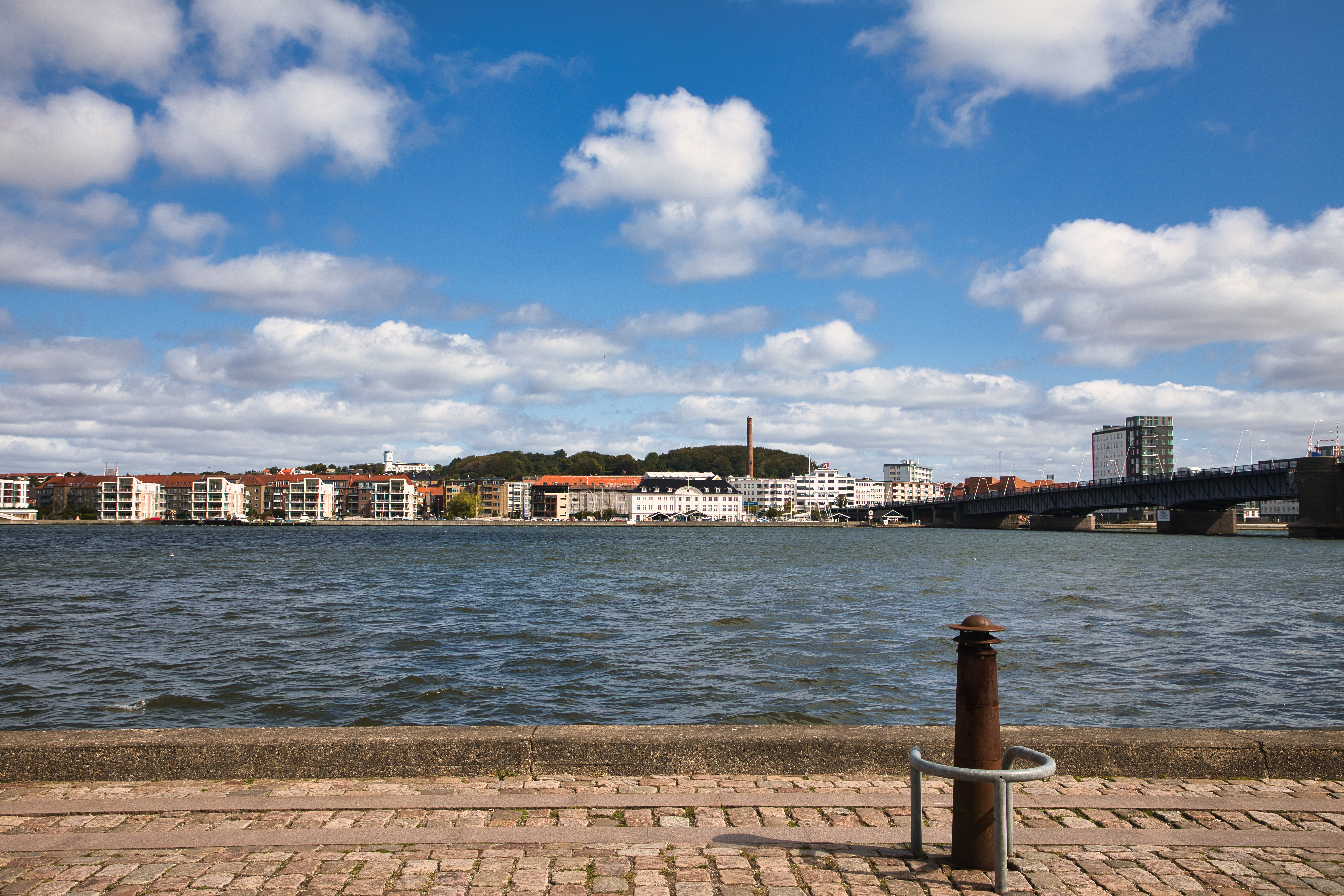
Blick von Aalborg auf Nørresundby. Rechts die Limfjordbrücke.

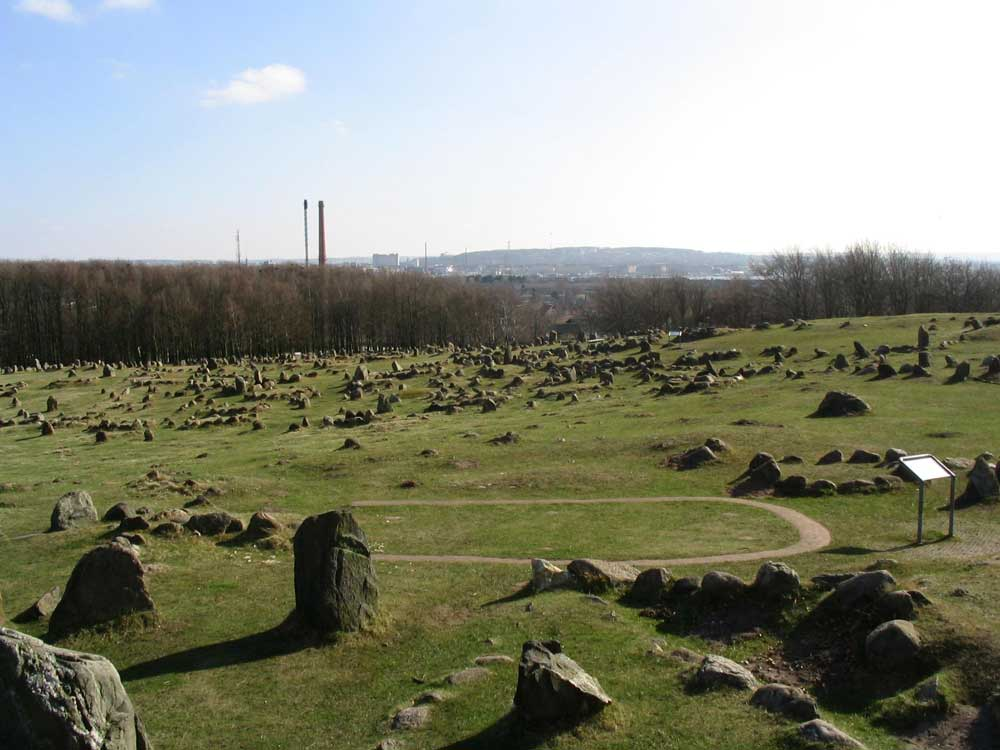
Lindholm Høje

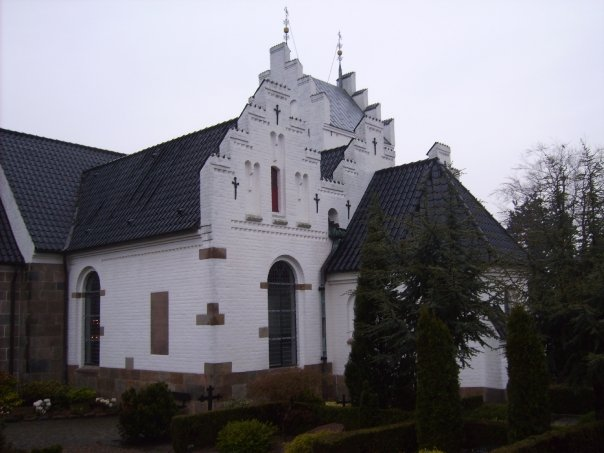
Nørresundby Kirke

Nørresundby anhörenⓘ ist eine Stadt auf der nördlichen Seite des Limfjordes in Vendsyssel mit 22.859 Einwohnern (2018). Sie gehört zur 2007 gebildeten Kommune Aalborg.
Zuvor Hauptort der Kommune Nørresundby samlingskommune, wurde Nørresundby mit der Kommunalreform 1970 in die Kommune Aalborg einbezogen. Die amtliche dänische Statistik wies den Ort von 1981 bis 2006 als Teil von Aalborg aus.

## Name
Der Ort hieß ursprünglich Sundby („Ort am Sund“). Die Vorsilbe Nørre- („Nord-“) unterschied Nørresundby von Øster Sundby („Ost-Sundby“) auf der anderen Seite des Limfjords.

## Geschichte
Brandgräber und Steinsetzungen auf der „Lindholm-Höhe“ (Lindholm Høje) zeugen von einer Besiedlung im 6. Jahrhundert und zur Wikingerzeit.
Anfang des 13. Jahrhunderts verschenkte Waldemar II. Sundby an das Kloster Vitskøl. Zum Kloster gehörte eine stattliche Kirche, die erstmals 1219 erwähnt wurde und heute als Nørresundby Kirke bekannt ist. Das Gebäude weist auf die Bedeutung hin, die der Ort als Überfahrtsstelle zwischen Vendsyssel und Aalborg hatte. Die Bevölkerung lebte zu dem Zeitpunkt von Ackerbau und Fischerei im Limfjord.
Im Laufe der Geschichte wurde Sundby stets als der „kleine Bruder“ von Aalborg betrachtet. Als der Ort beispielsweise 1591 die Erlaubnis erhielt, zwei Fähren über den Limfjord zu betreiben, bekam Aalborg das Recht, vier Fähren am Laufen zu halten. Der Fährverkehr spielte besonders im 16. und 17. Jahrhundert eine wichtige Rolle. Teilweise wurde beim Fähranleger unerlaubter Handel betrieben und in dessen Umgebung entstanden illegale Kneipen, weshalb Sundby den Aalborgern ein Dorn im Auge war. Das Unbehagen nahm mit dem illegalen Handel im 18. Jahrhundert noch zu.
1772 erhielt ein Fabrikant das Privileg, eine Pfeifenfabrik in Nørresundby zu errichten. 1825 bekam Nørresundby, wie der Ort jetzt hieß, die Erlaubnis, mehrmals im Jahr Märkte abzuhalten, wodurch der Ort ein beträchtliches Wachstum erfuhr. Neue Fabriken wurden gegründet und bessere Straßenanbindungen verstärkten die industrielle Entwicklung in der zweiten Hälfte des 19. Jahrhunderts. So ersetzte eine Pontonbrücke ab 1865 den Fährverkehr über den Sund. Mit der Gewerbeordnung von 1858 wurde der Ort ein legaler Handelsplatz.
Ab 1871 führte die Bahnlinie Vendsysselbanen von Hjørring nach Nørresundby und von dort ab 1879 über eine feste Eisenbahnbrücke nach Aalborg. Zudem wurde 1874 der Hafen modernisiert und später mehrmals erweitert. Nørresundby bewahrte damit seine Position als wichtiger Verkehrsknotenpunkt von und nach Vendsyssel.
Ab dem Jahr 1900 durfte sich Nørresundby schließlich Købstad („Stadt mit Marktrechten“) nennen. In der Zeit siedelten sich viele große Industrieunternehmen an, darunter war mit 60 Angestellten die Maschinenfabrik Gabrielsværk das größte unter ihnen. Zu den weiteren Unternehmen gehörten eine Schweineschlachterei, die bis 2004 bestand, zwei inzwischen geschlossene Zementfabriken sowie eine 1913 gegründete Schwefelsäure- und Superphosphatfabrik, die seit 1987 Kemira heißt und das Gabrielsværk als größtes Unternehmen der Stadt ablöste.
Genauso wie der große Bruder im Süden, Aalborg, entwickelte sich die Stadt im 20. Jahrhundert zu einer betriebsamen Industriestadt und die Industrialisierung sorgte für einen kräftigen Anstieg der Bevölkerung. Von 1890 bis 1900 verdoppelte sich die Einwohnerzahl von 1800 auf 3500. Auch von 1916 bis 1925 verdoppelte sich die Zahl – von 6000 auf 12.500. In den 1950er Jahren stieg die Zahl abermals von 17.000 auf 22.500 an.
1933 wurde die Limfjordbrücke (Limfjordsbroen), eine heute vierspurige Straßenbrücke, eingeweiht und wenige Jahre später die Eisenbahnbrücke erneuert. Der am 4. September 1936 eröffnete Flughafen Aalborg befindet sich im Westen von Nørresundby. 1969 wurde der Limfjordtunnel fertiggestellt, der eine sechsspurige Autobahn unter den Limfjord führt. Der Tunnel geht einher mit der „Nordjütischen Autobahn“ (Nordjyske Motorvej) von Nørresundby nach Søften bei Aarhus, die Teil der Europastraße 45 ist. Im Takt mit besseren Verkehrsverbindungen über den Limfjord wurde Nørresundby immer mehr in Aalborg integriert, bis es 1970 zur Zusammenlegung der beiden Gemeinden kam. Nach der Kommunalreform stagnierte der Ort und Nørresundby ist heute in erster Linie ein Wohngebiet innerhalb Stor-Aalborgs („Groß-Aalborg“).

## Stadtbild und Sehenswürdigkeiten
Eine umfassende Stadtsanierung sollte die Wohnqualität in der Ortsmitte verbessern und den Charakter als Kaufmannsstadt sowie Reste des mittelalterlichen Straßenmusters erhalten. Tatsächlich sind nur wenige ältere Gebäude erhalten geblieben, da große Brände (zuletzt 1865) den Stadtkern zerstörten. Bis zum Zweiten Weltkrieg wurden mehrere markante Gebäude errichtet, darunter das Hotel Royal, das Rathaus, der Hof Brogården und der Stift Den Hedegaardske Stiftelse.
Die „Sundbysammlungen“ (Sundbysamlingerne) befinden sich im denkmalgeschützten Hof Bryggergården von 1791 in der Gammel Østergade. Dort werden Gemälde und Möbel aus der Geschichte des Ortes aufbewahrt. Das Museum hat auch eine Sammlung von Tonpfeifen aus der J.A. Rømers Fabrik.

## Persönlichkeiten
Söhne und Töchter der damals selbständigen Stadt:
- Henry Nielsen (1910–1958), Mittel- und Langstreckenläufer
- Karen Rigmor Moritz (1913–2024), dänische Altersrekordlerin
- Arne Schiøtz (1932–2019), Herpetologe
- Henning Jensen (1949–2017), Fußballspieler
- Tine Lindhardt (* 1957), lutherische Bischöfin
- Ole Bornedal (* 1959), Filmregisseur, Schauspieler und Produzent